# 広瀬旭荘

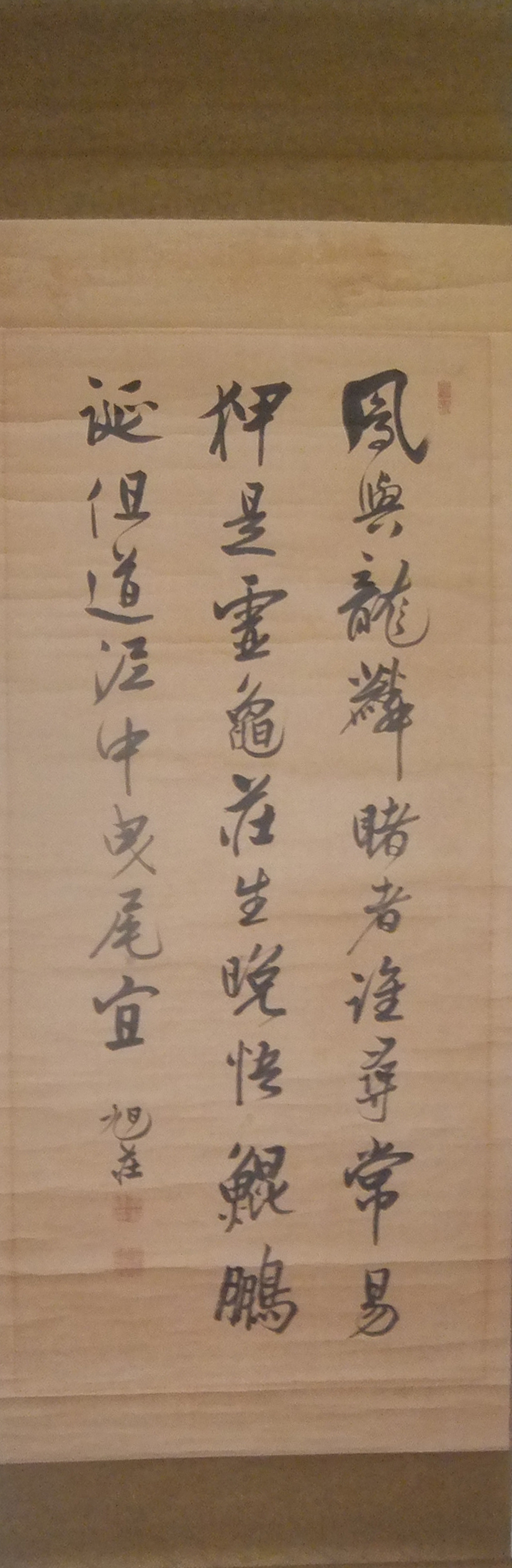
旭荘の書

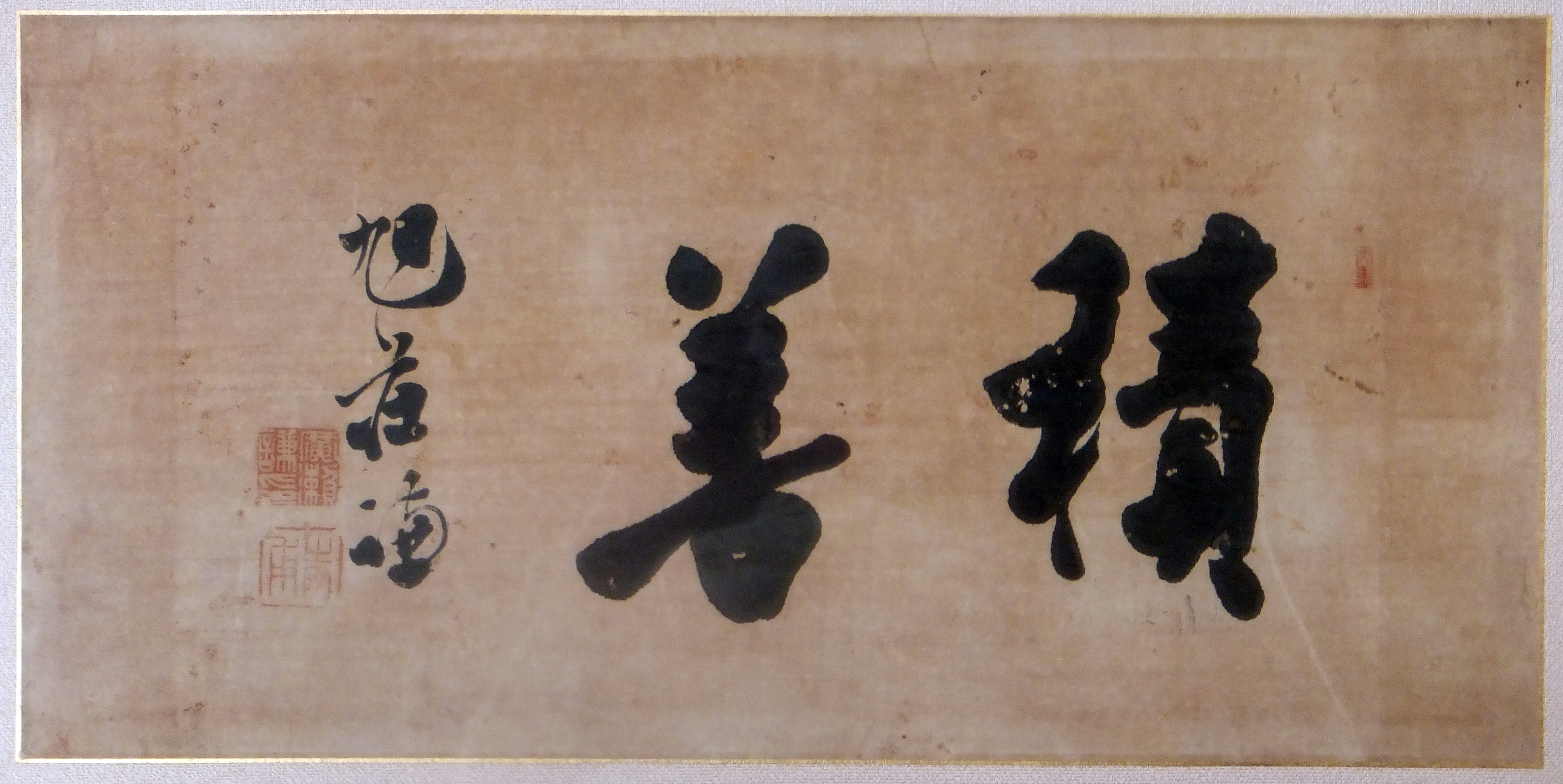
横額

広瀬 旭荘（ひろせ ぎょくそう、文化4年5月17日（1807年6月22日） - 文久3年8月17日（1863年9月29日））は、江戸時代後期の儒学者・漢詩人。

## 人物
通称謙吉、名は謙、字を吉甫、号は初め秋村、後に旭荘、梅墩（ばいとん）。豊後国日田郡豆田町（大分県日田市）の博多屋広瀬三郎右衛門（桃秋）の八男に生まれた。末弟で、兄に広瀬淡窓、広瀬久兵衛（この子孫の一人が知事の広瀬勝貞）らがいる。子に広瀬林外。
旭荘は記憶力が抜群に良く、師亀井昭陽に「活字典」といわれた。また交遊を好み、各地に多く旅をした。勤王の志士との交わりも知られ、蘭学者も多くその門を訪れている。
詩作にすぐれ、詩文の指導には規範を強いず、個性を尊重した。淡窓が平明な詩を作ったのに対し、旭荘は感情の起伏の激しい、才気横溢した詩を多く残している。旭荘の詩を評して、斉藤松堂は「構想は泉が湧き、潮が打ち上げる様、字句は、球が坂をころげ、馬が駆け降りる様。雲が踊り、風が木の葉を舞上げる様だ」と言い、清代末期の儒者、兪曲園は「東国詩人の冠」と評している。
また著述も多く、とくに27歳のときから、死の5日前まで書き続けた日記『日間瑣事備忘（にっかんさじびぼう）』は、江戸後期を伝える貴重な資料となっている。

## エピソード
2012年に旭荘の子孫宅から金属製の器具と日記の一部やスケッチなどが発見された。その日記によると旭荘は大坂で漁の網に掛かった金属製の物体を発見したが何かわからず、オランダ語に似た文字が刻まれていたため緒方洪庵にも見せたものの「不識」との回答であったが、2017年になってキャンドルスナッファーだったことが判明した。

## 著書
- 『梅墩詩鈔』4編12巻
- 『日間瑣事備忘』（日記）
- 『九桂草堂随筆』
- 『明史小批』
- 『塗説』

## 略歴
- 1813年（文化10） - 6歳。母ユイ死去
- 1817年（文化14） - 10歳。長兄淡窓の桂林園に入門
- 1820年（文政3） - 13歳。久兵衛のもとで家業を手伝いながら勉学に励む
- 1823年（文政6） - 16歳。父の勧めにより淡窓の養子となり勉学に専念
- 1823年（文政6） - 筑前亀井塾に入門。都講に任ぜられる
- 1825年（文政8） - 18歳。亀井塾を退き帰郷。病床の兄淡窓に代わって咸宜園の塾政となる
- 1828年（文政11） - 21歳。豊前浮殿（宇佐と豊後高田の境）に塾を開く
- 1830年（天保元） - 23歳。咸宜園を継ぐ
- 1831年（天保2） - 24歳。咸宜園に日田郡代塩谷大四郎の干渉があり塾生数の減少
- 1834年（天保5） - 27歳。父死去。郡代の役替え
- 1836年（天保7） - 29歳。大坂で開塾
- 1843年（天保14） - 36歳。大坂の塾を閉じ、江戸にて開塾。塾は盛大であったが、大病を患い、29歳の妻が死去。金品の盗難等などで600両の借金ができた
- 1846年（弘化3） - 40歳。大坂に戻り塾を開く
- 1851年（嘉永4） - 45歳。借金完済
- 1863年（文久3） - 57歳。池田郷にて（現池田市綾羽）永眠
- 1924年（大正13年） - 従五位を追贈された[3]。

## 叢書
- 『広瀬淡窓・広瀬旭荘　江戸詩人選集9』 岡村繁訳注、岩波書店、1991年、復刊2001年
- 『広瀬旭荘　日本漢詩人選集16』 大野修作訳注、研文出版、1999年
- 『広瀬淡窓・広瀬旭荘　叢書・日本の思想家35』 工藤豊彦、明徳出版社、1978年
- 『広瀬旭荘全集』全10巻、思文閣出版、1982-94年。随筆篇と、日記・全9冊（最終巻刊行が、大きくずれた）